# Scutellista hayati
Scutellista hayati är en stekelart som först beskrevs av Farooqi 1981.  Scutellista hayati ingår i släktet Scutellista och familjen puppglanssteklar. Inga underarter finns listade i Catalogue of Life.